# 연 문공
연 문공(文公, ? ~ 기원전 333년)은 중국의 전국 시대(戰國時代)의 연나라(燕)의 제37대 군주(재위 : 기원전 361년 ~ 기원전 333년)이다. 선대 군주인 제25대 문공이 있어서 연 후문공(燕後文公)으로 불리기도 한다. 혹은 연 문왕(燕文王)이라고도 한다.

## 생애
기원전 361년에 연공으로 즉위하였고, 그 뒤에 진(秦)나라의 세력이 강대해져, 다른 여러 나라와 연합하여 대항해야만 했다. 기원전 334년에 소진은 문공을 만나 합종책(合從策)을 주장하고 여기에 연·조·한·위·제·초 등의 6개국이 동맹을 맺었다. 소진은 이 6국의 재상이 되어 진나라와 대항하였으나 다음 해에는 이 동맹이 파기되었고, 위는 진과 동맹하여 연을 정벌하여 연나라는 멸망하고 문공도 사망했다.
| 전 임 연 환공(燕桓公) | 제37대 중국 연나라의 군주 기원전 361년 ~ 기원전 333년 | 후 임 연 역왕(燕易王) |